# Коудари, Камиль
Камиль Коудари (фр. Camille Coudari; род. 29 июля 1951) — канадский шахматист, международный мастер (1979).
В составе сборной Канады участник 18-го студенческого чемпионата мира (1971) в Маягуэсе и 23-й Олимпиады (1978) в Буэнос Айресе.
Сорежиссёр Ж. Карля по документальному фильму «Играть свою жизнь» («Jouer sa vie»).

## Изменения рейтинга
| Графики недоступны из-за технических проблем. См. информацию на Фабрикаторе и на mediawiki.org. |